# Финогеновский переулок
Финоге́новский переу́лок — ныне не существующая улица на востоке Москвы в районе Преображенское.

## История
Получил название в XIX веке по домовладельцу. Был упразднён в середине 1970-х годов. Как отдельная улица в настоящее время фактически не существует.

## Описание
Ранее Финогеновский переулок проходил между ныне упразднённыой 4-й улицей Черкизова (несколько ранее — до 7-й улицы Черкизова) и Большой Черкизовской улицами. Пересекал 1-ю, 2-ю и 3-ю улицы Черкизова; упирался в пруд — также ныне не существующий.

## Здания и сооружения
В настоящее время на территории бывшего переулка располагается многоподъездное жилое 5-этажное здание «хрущёвской застройки» по адресу Большая Черкизовская улица, 6к3.